# Scopifera insurrecta
Scopifera insurrecta là một loài bướm đêm trong họ Noctuidae.